# Norops milleri
Norops milleri är en ödleart som beskrevs av  Smith 1950. Norops milleri ingår i släktet Norops och familjen Polychrotidae. IUCN kategoriserar arten globalt som otillräckligt studerad. Inga underarter finns listade i Catalogue of Life.